# Utra
Koordinati:   44°05′32″N, 14°59′23″E
Utra je majhen nenaseljen otoček v Jadranskem morju (Hrvaška).
Utra leži pred vhodom v zaliv Lučina, nasproti naseljema Zaglav in Brbinj ob severovzhodni obali Dugega otoka. Površina otočka meri 0,202 km². Dolžina obalnega pasu je 1,76 km. Najvišji vrh na otočku doseže višino 48 mnm.